# Daroji, Sandur
Daroji là một làng thuộc tehsil Sandur, huyện Bellary, bang Karnataka, Ấn Độ.